# Stadion Miejski w Wolos
Stadion Miejski – wielofunkcyjny stadion w Wolosie, w Grecji. Został otwarty w 1968 roku. Może pomieścić 9000 widzów. Obiekt był jednym z boisk treningowych dla drużyn biorących udział w turnieju piłkarskim podczas Igrzysk Olimpijskich 2004. Na stadionie jeden raz zagrała także reprezentacja Grecji, przegrywając 19 grudnia 1990 roku w meczu towarzyskim z Polską 1:2.